# Kleine Dommel
Le Kleine Dommel ou Rul est une rivière néerlandaise dans l'est de la province du Brabant-Septentrional. C'est un affluent du Dommel.

## Géographie
Il naît au confluent du Grote Aa et du Sterkselse Aa près du Château de Heeze à Heeze. Le Kleine Dommel traverse Geldrop et se jette dans le Dommel à l'ouest de Nuenen. Son principal affluent est le Witte Loop ou Reeloop, à Heeze.
Sur les berges du Kleine Dommel, il subsiste trois moulins à eau : à Geldrop et aux hameaux de Coll et d'Opwetten (commune de Nuenen, Gerwen en Nederwetten). Aux XIVe et XVe siècles, se trouvait un quatrième moulin à eau à Heeze.
La vallée du Kleine Dommel a une importance écologique certaine, surtout la partie entre Heeze et Geldrop, où elle touche les landes de la Strabrechtse Heide. Depuis 2006, l'Agence de l'Eau de Dommel a commencé les travaux pour le rétablissement d'un méandre et le remplacement d'un seuil par une échelle à poissons dans cette partie de la rivière.

## Source
- (nl) Cet article est partiellement ou en totalité issu de l’article de Wikipédia en néerlandais intitulé « Kleine Dommel » (voir la liste des auteurs).